# Lijst van beelden in Dinkelland
Dit is een (onvolledige) chronologische lijst van beelden in Dinkelland. Onder een beeld wordt hier verstaan elk driedimensionaal kunstwerk in de openbare ruimte van de Nederlandse gemeente Dinkelland, waarbij beeld wordt gebruikt als verzamelbegrip voor sculpturen, standbeelden, installaties, gedenktekens en overige beeldhouwwerken. Zie voor oorlogsmonumenten de lijst van oorlogsmonumenten in Dinkelland.
Voor een volledig overzicht van de beschikbare afbeeldingen zie: Beelden in Dinkelland op Wikimedia Commons. Zie voor oorlogsmonumenten de lijst van oorlogsmonumenten in Dinkelland.
| Geplaatst | Omschrijving                                 | Kunstenaar                           | Straat                                       | Plaats    | Materiaal                    |  |
| --------- | -------------------------------------------- | ------------------------------------ | -------------------------------------------- | --------- | ---------------------------- |  |
| 19e eeuw  | Simon en Judas Thaddeus (beschermheiligen)   | onbekend                             | Simon en Judaskerk                           | Ootmarsum | steen                        |  |
| 1922/1923 | Oriënteertafel of Richtingtafel              | onbekend                             | Kuiperberg                                   | Ootmarsum | steen                        |  |
| 1923?     | Heilig Hartbeeld                             | onbekend                             | Ootmarsumsestraat 21, bij RK Alexanderschool | Denekamp  | steen                        |  |
| 1956      | Tapir                                        | Arend Soerink                        | Oldenzaalsestraat 39                         | Denekamp  | beton                        |  |
| 1982      | Köttelpeer’n menneke                         | Ruurd Hallema                        | Oldenzaalsestraat                            | Denekamp  | brons                        |  |
| 1982      | Monument Drie Zusters                        | Martin Stolk                         | Nicolaasplein                                | Denekamp  | steen                        |  |
| 1986      | Bernard Bernink                              | Joseph Krautwald en Jesualda Kwanten | Oldenzaalsestraat 39                         | Denekamp  |                              |  |
| 1987      | De nachtwacht van Ootmarsum                  | Peter Erftemeijer                    | Schiltstraat                                 | Ootmarsum | brons                        |  |
| 1988      | Meester Willem Hendrik Dingeldein            | Marie Eitink                         | Wiptoen                                      | Denekamp  | brons                        |  |
| 1989      | De Poaskearls                                | Kiny Copinga                         | Kerkplein                                    | Ootmarsum | brons                        |  |
| 1993      | Johannes de evangelist                       | Fioen Blaisse                        | 't Pläske                                    | Ootmarsum | brons                        |  |
| 1993      | Midwinterhoornblazer                         | Antoinette Ruiter                    | Keerweer                                     | Ootmarsum | brons                        |  |
| 1994      | Sculptuur                                    | Renée van Leusden                    | Kerkplein                                    | Ootmarsum | brons                        |  |
| 1995      | Siepelstad Ootmarsum Twenteland in Sagenland | Dirk de Keizer                       | Kerkplein                                    | Ootmarsum | brons                        |  |
| 1995      | Witte Wieve                                  | Angeliene de Jong                    | Engels Tuin                                  | Ootmarsum | steen                        |  |
| 1995      | Tijl Uilenspiegel                            | Dirk de Keizer                       | Marktstraat                                  | Ootmarsum | brons                        |  |
| 1996      | Sjalotje                                     | Berend Seiger                        | Wehmestraat                                  | Ootmarsum | brons                        |  |
| 1997      | Alleen                                       | Herbert Daubenspeck                  | Keerweer                                     | Ootmarsum | natuursteen                  |  |
| 1998      | Monument Sint Nicolaas                       | Joseph Krautwald                     | Nicolaasplein                                | Denekamp  | brons                        |  |
| 1998      | Van oud naar nieuw (oud)                     | Koopman & Bolink                     | Alleeweg                                     | Ootmarsum | brons                        |  |
| 2000      | t Kwam wa good                               | Berend Seiger                        | Kloosterstraat                               | Ootmarsum | brons                        |  |
| 2002      | Textielarbeider                              | Berend Seiger                        | Denekamperstraat                             | Ootmarsum | brons                        |  |
| 2003      | Vrouwenfiguur                                | Jos Van Acker                        | Marktstraat                                  | Ootmarsum | brons                        |  |
| 2007      | Carnaval (bok met carnavalssteek)            | Berend Seiger                        | Kerkplein                                    | Ootmarsum | brons                        |  |
| 2008      | Otters                                       | Gernot Rumpf en Barbara Rumpf        | Kerkplein                                    | Ootmarsum | brons en steen               |  |
| 2008      | De schilder                                  | Hub Gatignon                         | Kerkplein                                    | Ootmarsum | brons                        |  |
| 2008      | De beeldhouwer                               | Hub Gatignon                         | Kerkplein                                    | Ootmarsum | brons                        |  |
| 2011      | Kuiperberg monument                          | Desirée Groot Koerkamp               | Kuiperberg                                   | Ootmarsum | Bentheimer zandsteen en glas |  |
| 2013      | Vlinder                                      | onbekend                             | Oldenzaalsestraat 39                         | Denekamp  |                              |  |
| 2014      | Lopende vrouw/Vrouw in mantel                | Hans Bayens                          | Bij museum Ton Schulten                      | Ootmarsum | brons                        |  |
| 2017      | Tijdlijn                                     | Desirée Groot Koerkamp               | Kuiperberg                                   | Ootmarsum | Baksteen, glaskunst          |  |
| 2018      | Gerard Hulsink                               | Maria Hulsink                        | Marktstraat                                  | Ootmarsum |                              |  |
|           | Weegschaal of Mannetje                       | Joop Holsbergen                      | Marktstraat                                  | Ootmarsum | brons                        |  |
|           | Boogschutter                                 | Theo Mackaay                         |                                              | Ootmarsum | steen                        |  |
|           | Ram                                          | Els Heerink                          | Oldenzaalsvoetpad                            | Ootmarsum | brons                        |  |
|           | Johan van de Kul (Johan Olde Dubbelink)      | Antoinette Ruiter                    | Wilhelminastraat                             | Denekamp  | brons                        |  |
| 2023      | Paard                                        | Jac Maris                            | Stobbenkamp                                  | Ootmarsum | epoxy                        |  |